# Entosthodon spathulatus
Entosthodon spathulatus är en bladmossart som beskrevs av Sim 1926. Entosthodon spathulatus ingår i släktet koppmossor, och familjen Funariaceae. Inga underarter finns listade i Catalogue of Life.